# Cord Riechelmann
Cord Riechelmann (* 1960 in Celle) ist ein deutscher Journalist, Biologe und Philosoph.

## Leben
Riechelmann studierte Biologie und Philosophie an der FU Berlin. Als Lehrbeauftragter unterrichtete er Seminare zum Sozialverhalten von Primaten und zur Geschichte biologischer Forschung. Außerdem schrieb er als Kolumnist und „Stadtnaturreporter“ für die Berliner Seiten der Frankfurter Allgemeinen Zeitung. Verschiedene seiner Bücher beschäftigen sich mit Tieren zwischen Philosophie, Kunst und Naturwissenschaft: Bestiarium (2003) und Wilde Tiere in der Großstadt (2004). Eine für 2005 beim Kadmos-Verlag angekündigte Anthologie namens Anti-Darwin. Von Lamarck bis Mandelstam in Zusammenarbeit mit Helmut Höge und Peter Berz ist trotz zahlreicher Erwähnungen in der Sekundärliteratur nicht erschienen. 2008 erschien die CD-Sammlung Stimmen der Tiere Europas, Asiens und Afrikas bei kein und aber. Riechelmann kuratierte zusammen mit Marcel Schwierin das Sonderprogramm zum Kino der Tiere bei den Kurzfilmtagen 2011 in Oberhausen. 2013 erschien das Buch Krähen. Ein Porträt in der Naturkunden-Reihe bei Matthes & Seitz Berlin. 2020 erschien das Buch als Hörbuch bei Der Audio Verlag. Als Journalist schreibt Riechelmann u. a. für die Frankfurter Allgemeine Sonntagszeitung, Merkur, Cicero, Taz und Jungle World. Er hat regelmäßig Lehraufträge an der Universität der Künste Berlin.

## Werke
- Bestiarium: der Zoo als Welt – die Welt als Zoo. Eichborn, Frankfurt am Main 2003, ISBN 3-8218-4540-6.
- Wilde Tiere in der Großstadt. Nicolai, 2004.
- Krähen: ein Portrait. 1. Auflage. Matthes & Seitz, Berlin 2013, ISBN 978-3-88221-048-4
- Ein Gerücht Namens Darwin. Merve, 2018.
- Wald. Merve, 2019.
- Wo sind die Vögel nachts?, Ein lauschendes Heft. MaroHeft #15. Mit Papierschnitten von Ulrike Steinke. MaroVerlag, Augsburg 2024, ISBN 978-3-87512-630-3

## Hörbuch
- Krähen, gelesen von Frank Arnold, Der Audio Verlag, Berlin 2020.